# پنگوئن باله‌سفید
پنگوئن باله‌سفید (نام علمی: Eudyptula minor albosignata) یک زیرگونه از پنگوئن کوچک با قد ۳۰ سانتی‌متر و وزن ۱٫۵ کیلوگرم است. واژه سفید که در نام این پنگوئن به کار رفته‌است، به دلیل بال سفید خاص او است. این پنگوئن‌ها در شبه جزیره بانک و جزیره موتونائو یافت می‌شوند.